# Cortinarius vibratilis
Cortinarius vibratilis (Elias Magnus Fries, 1821 ex Elias Magnus Fries, 1838) din încrengătura Basidiomycota, în familia Cortinariaceae și de genul Cortinarius, este o specie de ciuperci necomestibile mai rară, care coabitează, fiind un simbiont micoriza (formează micorize pe rădăcinile arborilor). O denumire populară nu este cunoscută. În România, Basarabia și Bucovina de Nord trăiește în grupuri, adesea în smocuri pe sol acru până neutru și umed, preponderent în păduri de conifere, dar, de asemenea, în cele mixte. Intră în simbioză cu molizi. Specia se găsește și pe lângă deșeuri de lemn. Timpul apariției este din (iulie) august până în octombrie (noiembrie).

## Taxonomie

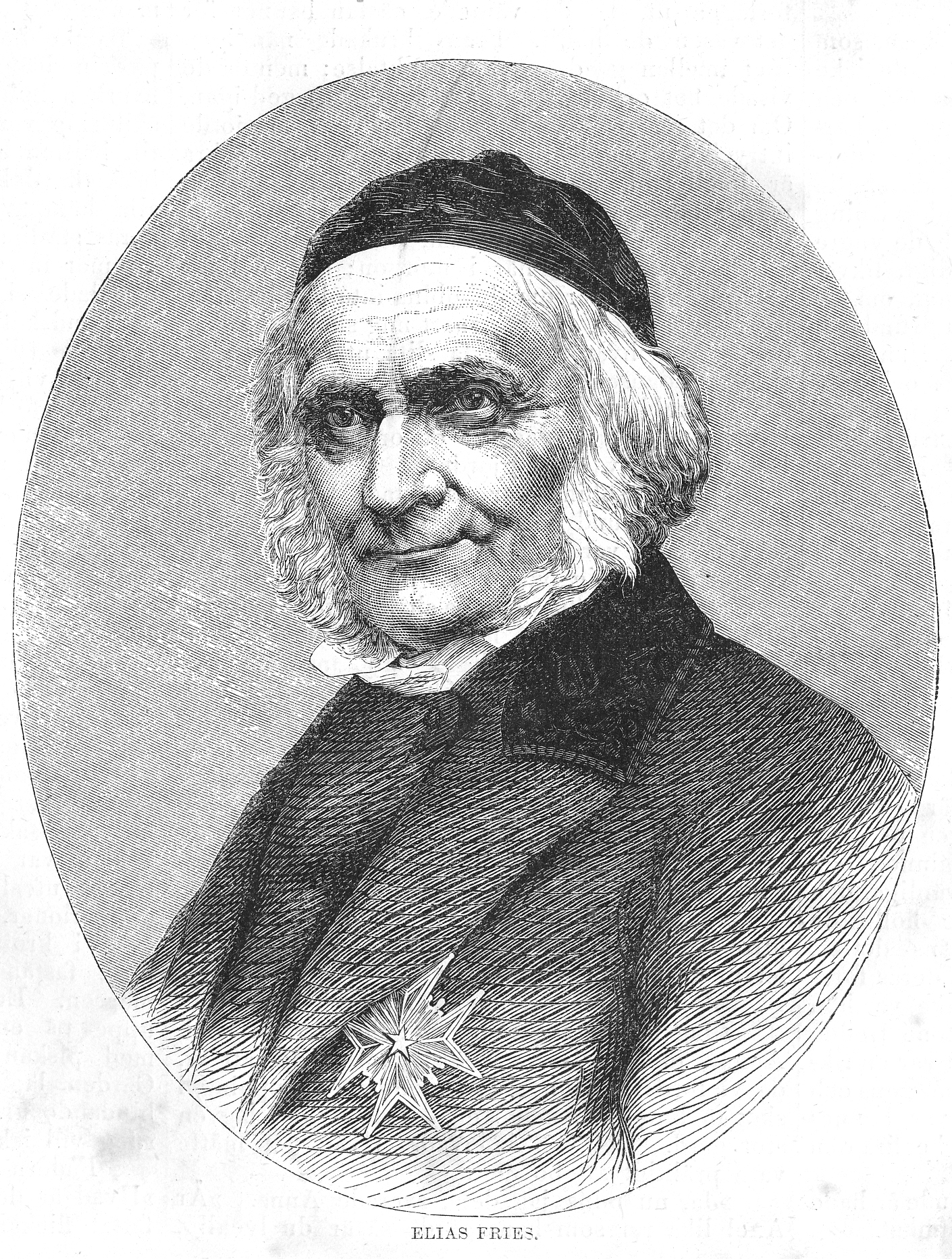
Elias Fries

Numele binomial a fost determinat de renumitul savant suedez Elias Magnus Fries drept Agaricus vibratilis în volumul 1 al trilogiei sale Systema Mycologicum din 1821.
Apoi, în 1838, Fries însuși a transferat specia la genul Cortinarius sub păstrarea epitetului, de verificat în cartea sa Epicrisis systematis mycologici, seu synopsis hymenomycetum din 1838, fiind și numele curent valabil (2022). Toate celelalte denumiri create precum variațiile descrise (vezi infocaseta) sunt acceptate sinonim.
Epitetul specific este derivat din cuvântul latin (latină vibrare=între altele: a sclipi, a străluci, referindu-se la aspectul cuticulei.

## Descriere

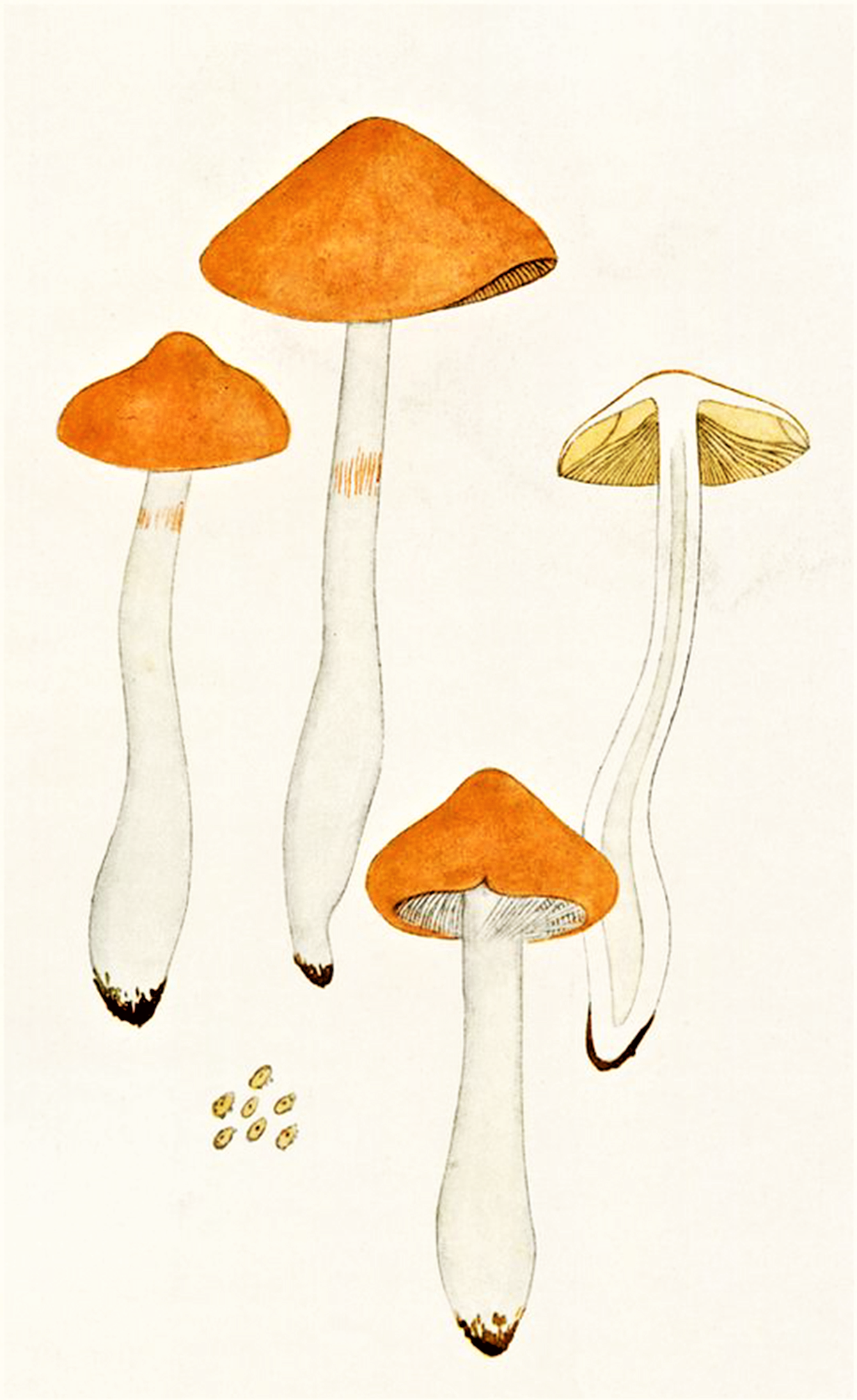
Bresadola - Cortinarius vibratilis

- Pălăria: cu un diametru de 4-7 (9) cm este slab higrofană, destul de cărnoasă, primar în centru, dar subțire la marginea pentru mult timp răsucită spre jos, la început boltită emisferic, cu marginea răsucită înspre interior, devenind apoi convexă și în sfârșit plat-convexă cu marginile răsucite în sus, formând în general o cocoașă centrală tocită bine dezvoltată. Cuticula este netedă, golașă,  puternic unsuroasă și vâscoasă, în special în tinerețea buretelui, iar pe vreme uscată lucioasă și lipicioasă. Coloritul care poate fi galben crom, galben-portocaliu, brun-portocaliu sau ruginiu, devine la bătrânețe  închis gri-brun, având adesea în jurul marginii o bordură mai deschisă, chiar albicioasă.
- Lamelele: destul de apropiate sunt subțiri, cu multe lameluțe intercalate, slab bombat aderate lat la picior, fiind învăluite la început de o cortină albă și vâscoasă, formată din fibre foarte fine ca păienjeniș, resturile vălului parțial. Coloritul este la început alb până la deschis albicios-maroniu, devenind cu avansarea în vârstă ocru-gălbui și la bătrânețe deschis brun de scorțișoară. Muchiile sunt fierăstruite.
- Piciorul: fragil și gol pe dinăuntru cu o înălțime de 4-7 (8) cm și o grosime de 0,5-1 cm nu este complet cilindric, fiind spre bază îngroșat. Nu prezintă un inel veritabil ci doar un cordon subțire de culoare mai închisă, rest al vălului parțial. Suprafața este albă și mătăsoasă, fiind mai presus de toate în stadiu tânăr învăluită de un strat vâscos, rămânând spre vârf făinoasă.
- Carnea: în pălărie destul de groasă și fermă, la bătrânețe și în tijă mai fragedă, este albă până palid gălbuie. Odată tăiată se poate îngălbenii ceva. Mirosul este imperceptibil, dar gustul extrem de amar, uneori și iute. [3][4]
- Caracteristici microscopice: are spori colorați ocru-gălbui ca de paie, lat elipsoidali până alungit ovoidali, foarte fin verucoși cu un aspect aproape neted și punctați negru pe exterior, granulați pe dinăuntru, cu o mărime de (6) 7-7,5 (9) x 4-5 microni, pulberea lor având un colorit ruginiu. Basidiile clavate poartă 4 sterigme fiecare și măsoară 25-30 x 7-8 microni. Cheilocistidele (elemente sterile situate pe muchia lamelor) și pleurocistide (elemente sterile situate în himenul de pe fețele lamelor) lipsesc. Pileocistidele (elemente sterile de pe suprafața pălăriei) în stratul superior de hife (numit ixocutis) sunt strânse, îngrămădite, incolore până ocracee.[8][9]
- Reacții chimice: cuticula și coaja piciorului se decolorează cu anilină purpuriu până brun-purpuriu și cu hidroxid de potasiu în pălărie brun, dar în rest fără reacție.[10]

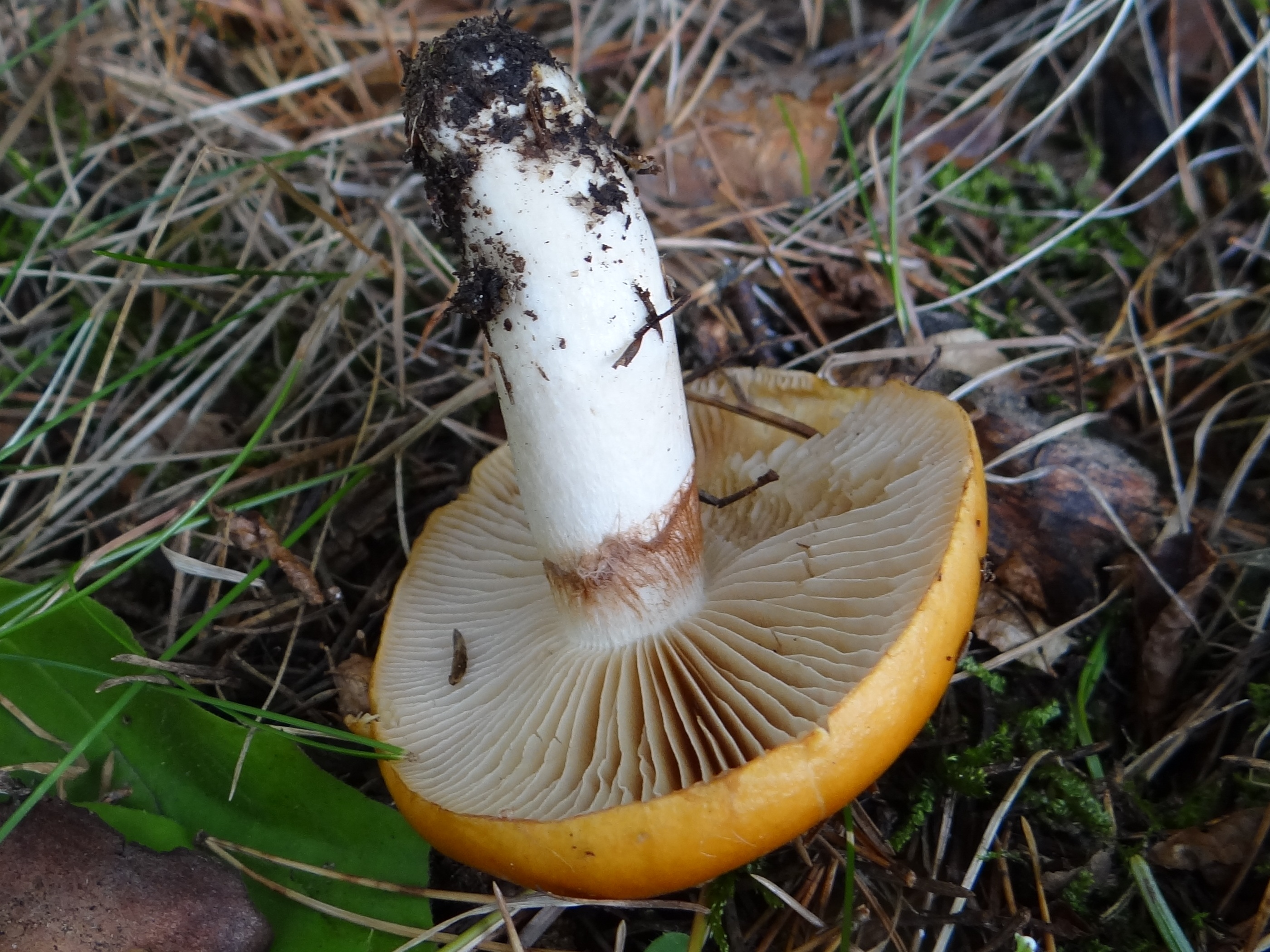
C. vibratilis, lamele și picior
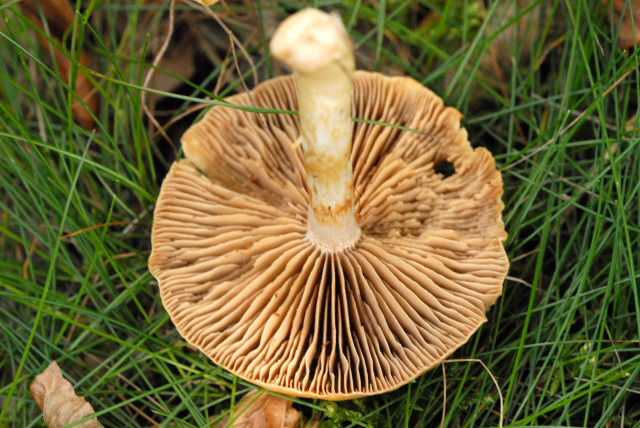
C. vibratilis mai în vârstă: lamele și picior
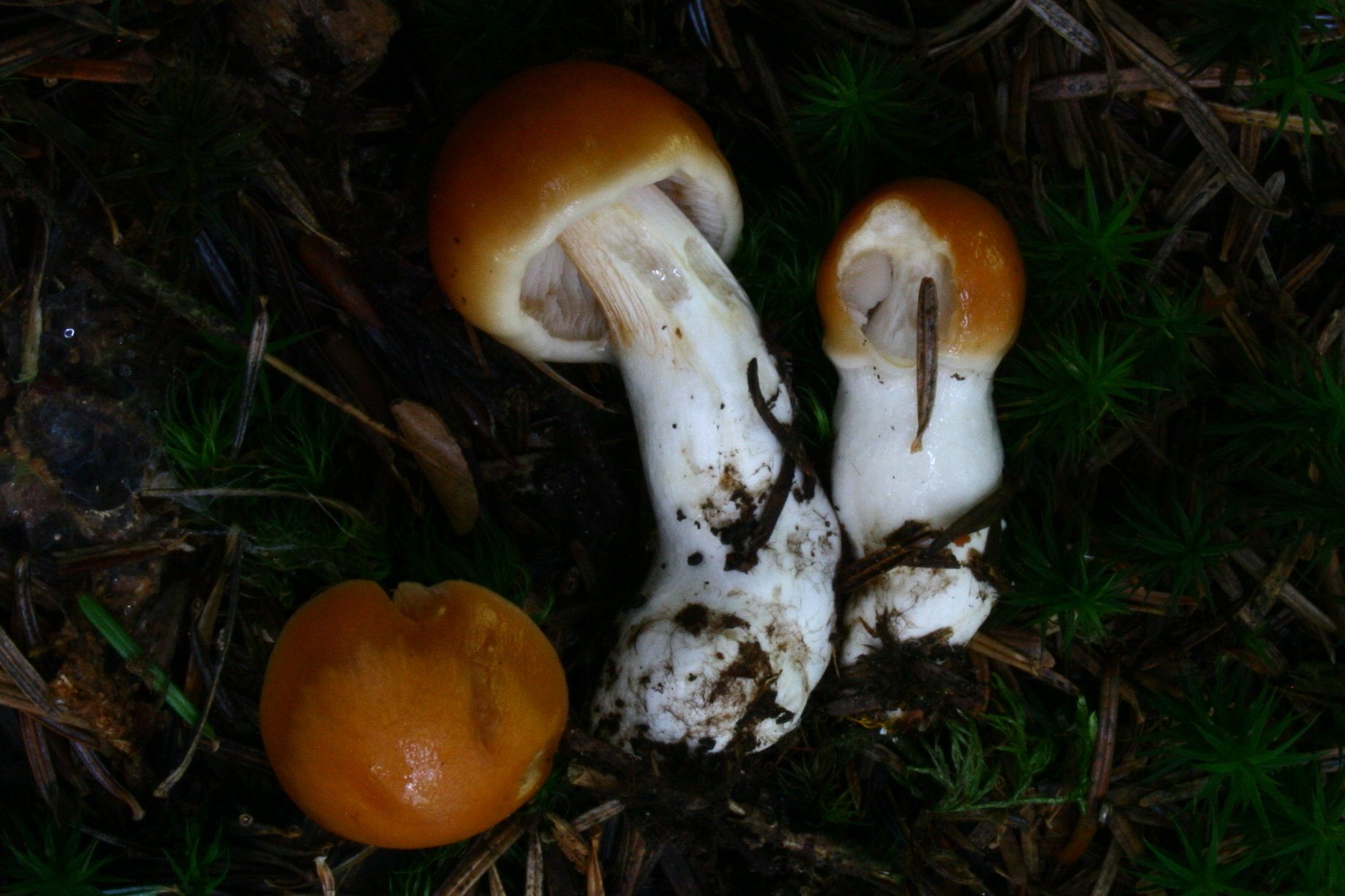
C. vibratilis foarte tineri
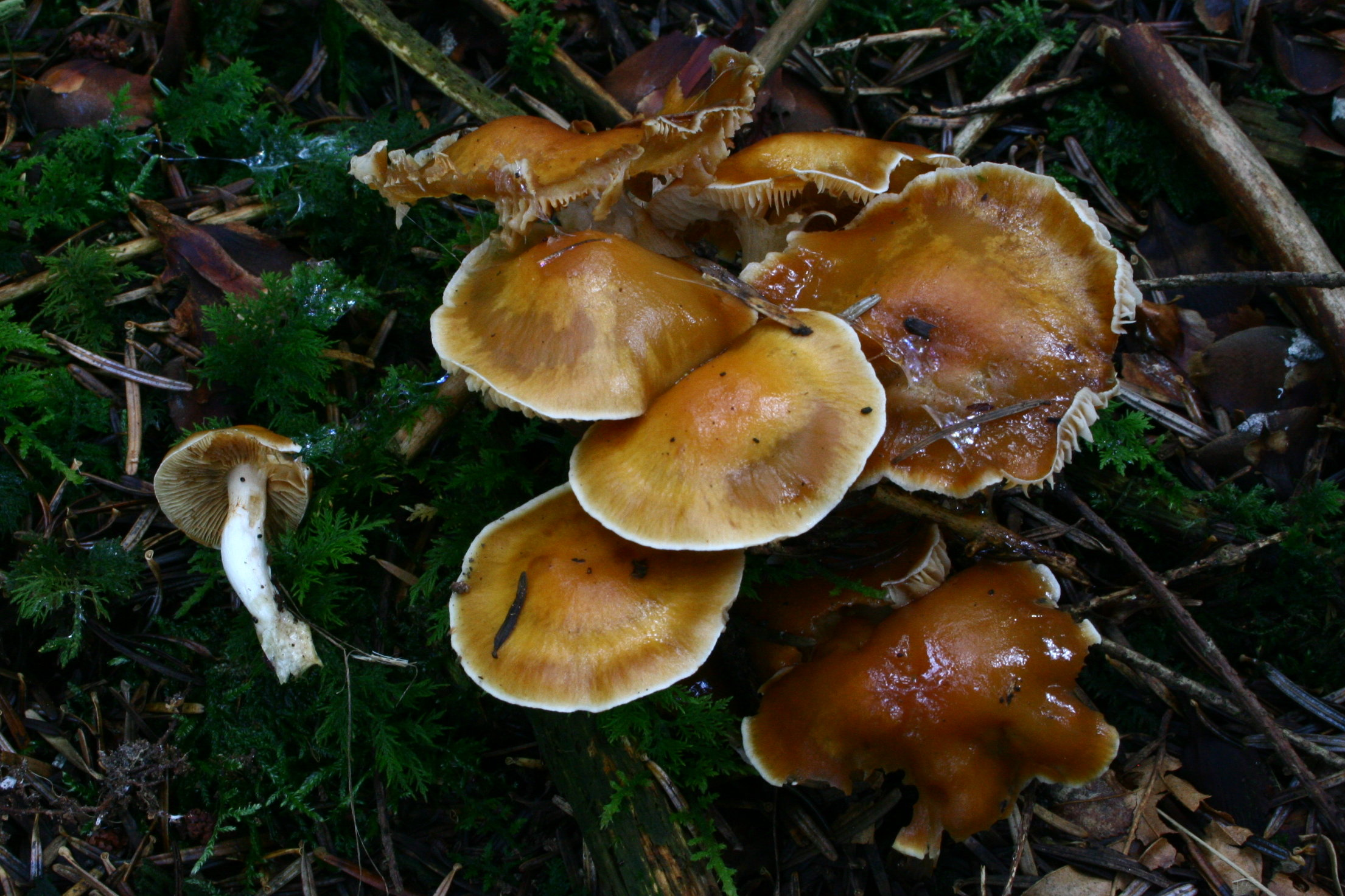
C. vibratilis, smoc

## Confuzii
Cortinarius vibratilis poate fi confundat de exemplu cu Cortinarius alboviolaceus (necomestibil),  Cortinarius allutus (comestibil), Cortinarius anomalus (comestibil, de valoare scăzută), Cortinarius bovinus (necomestibil), Cortinarius callisteus (otrăvitor), Cortinarius caninus (comestibil), Cortinarius claricolor (comestibil), Cortinarius collinitus (comestibil (inițial lamele albicioase, apoi maroniu-roșcate și picior acoperit la început de un văl lipicios liliachiu-purpuriu), Cortinarius delibutus (comestibil),  Cortinarius elatior (comestibil, miros de miere), Cortinarius largus (necomestibil, miros mai mult sau mai puțin pământos, gust blând), Cortinarius livido-ochraceus (comestibil), Cortinarius mucifluus (comestibil), Cortinarius mucosus (comestibil), Cortinarius multiformis (comestibil, lamele inițial albicioase, apoi cenușii până la maroniu-roșcate și piciorul inițial albicios, apoi ocru deschis), Cortinarius stillatitius (comestibil), Cortinarius subferrugineus (necomestibil), Cortinarius triumphans sin. Cortinarius crocolitus (comestibil), Cortinarius trivialis (necomestibil), Cortinarius turmalis (comestibil, miros ceva fistichiu ca de drojdie sau de lapte acru, gust blând), Cortinarius varius (comestibil) sau chiar cu Tricholoma aurantium (necomestibil) ori Tricholoma focale (otrăvitor).

## Specii asemănătoare în imagini

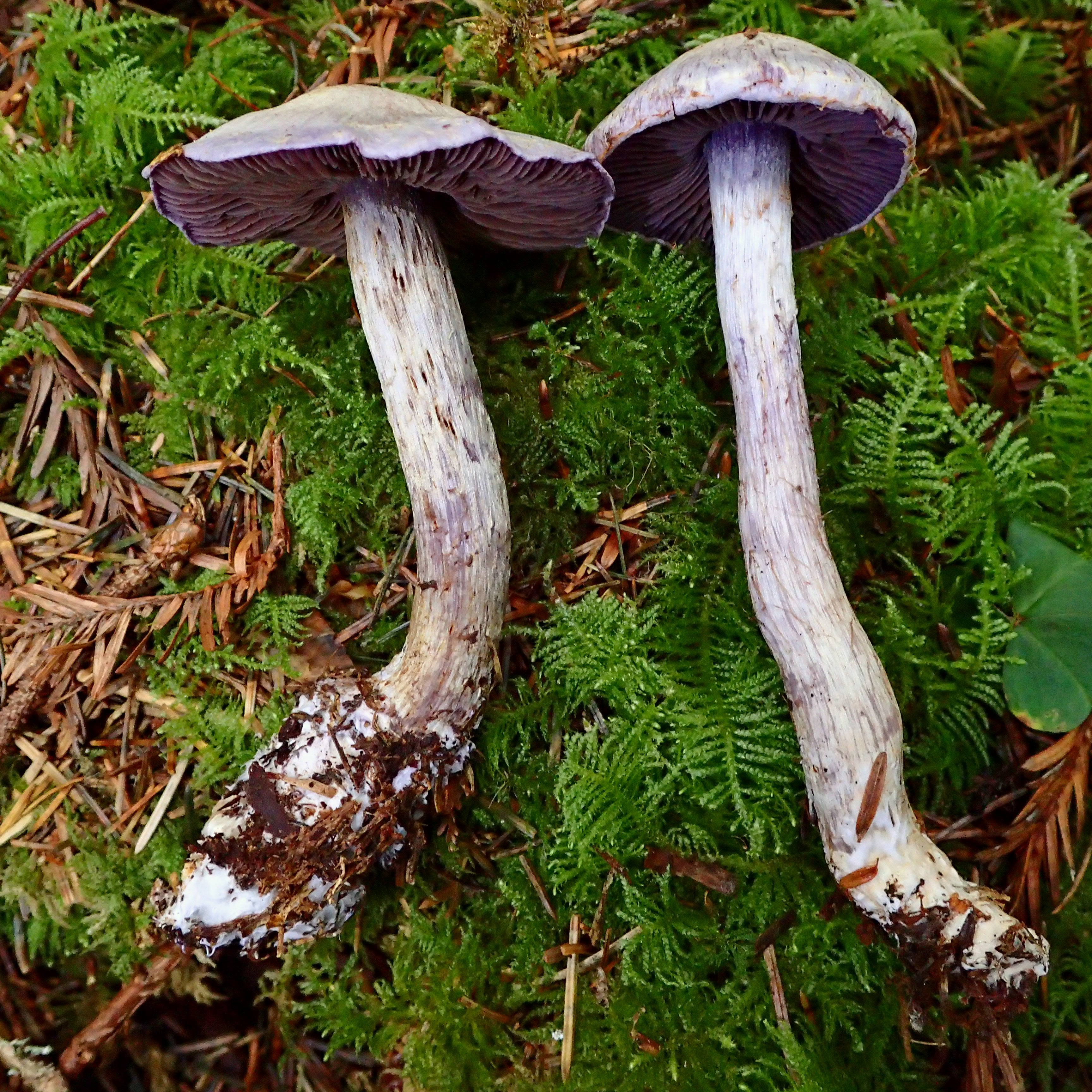
!Cortinarius alboviolaceus!
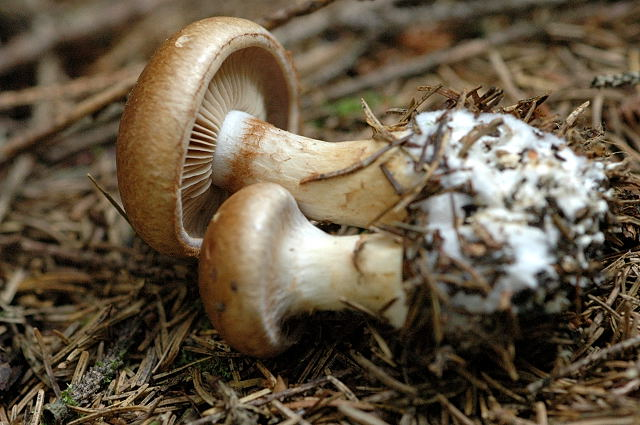
Cortinarius allutus
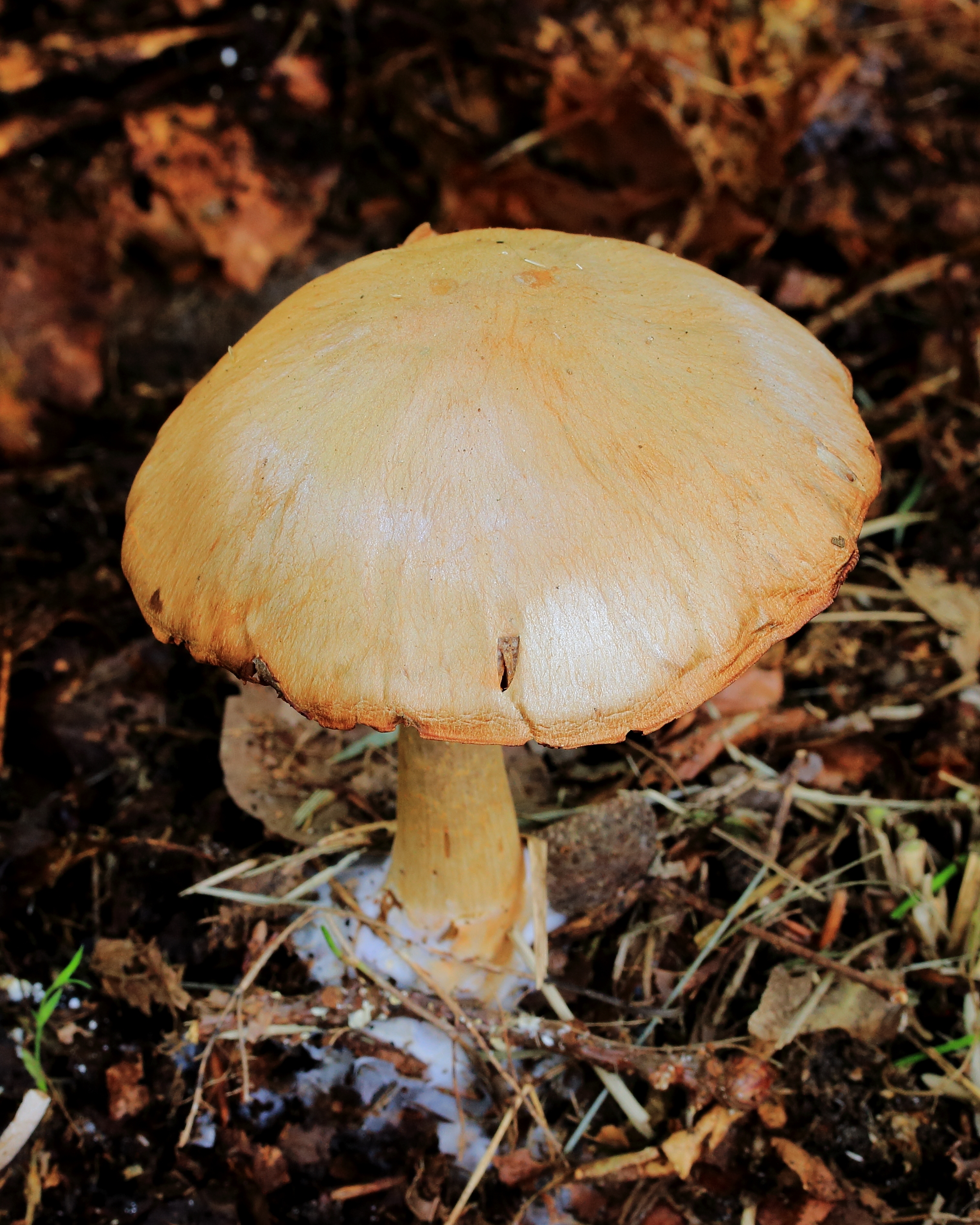
Cortinarius anomalus
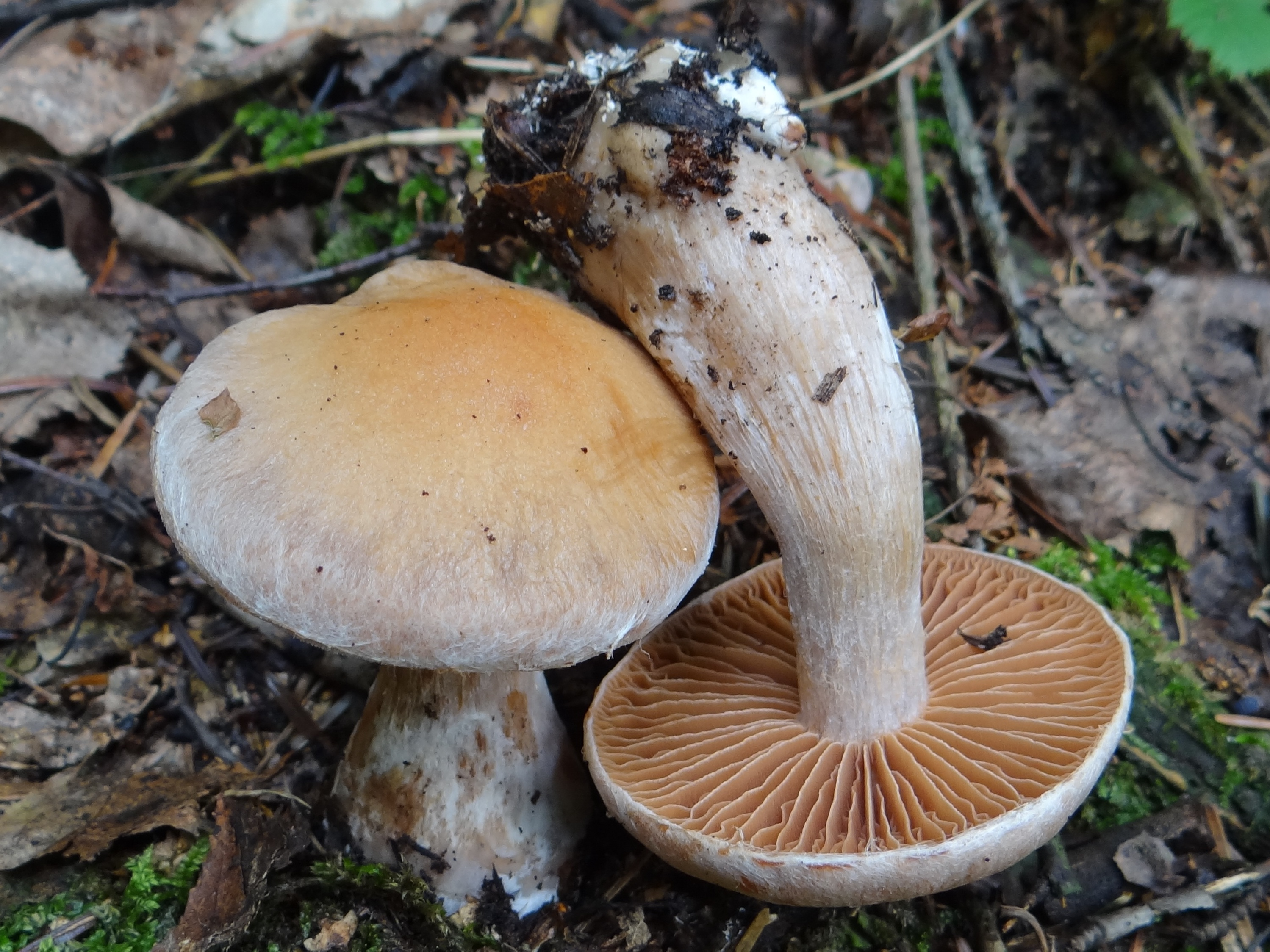
!Cortinarius bovinus!
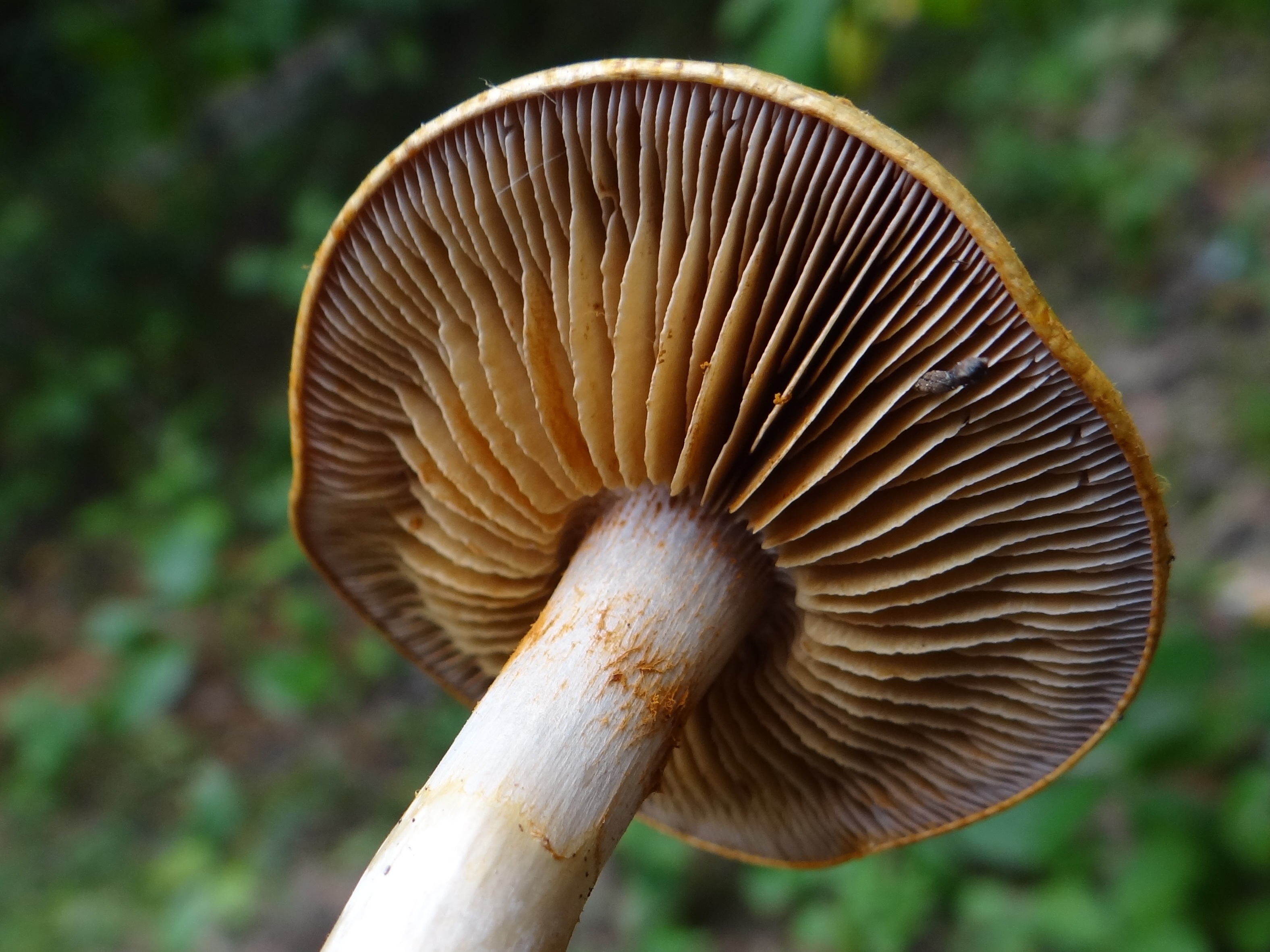
!!Cortinarius callisteus!!
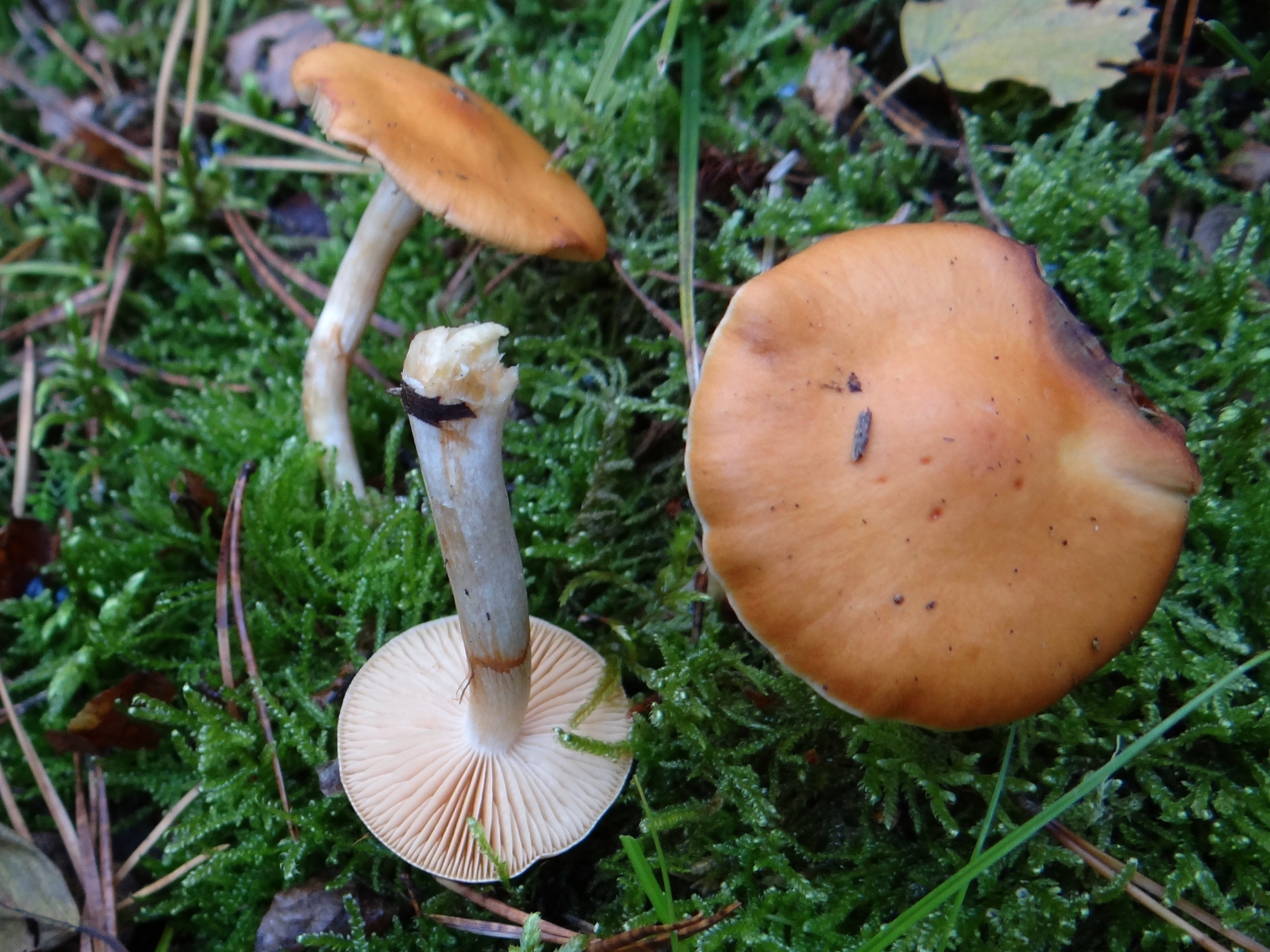
Cortinarius.caninus

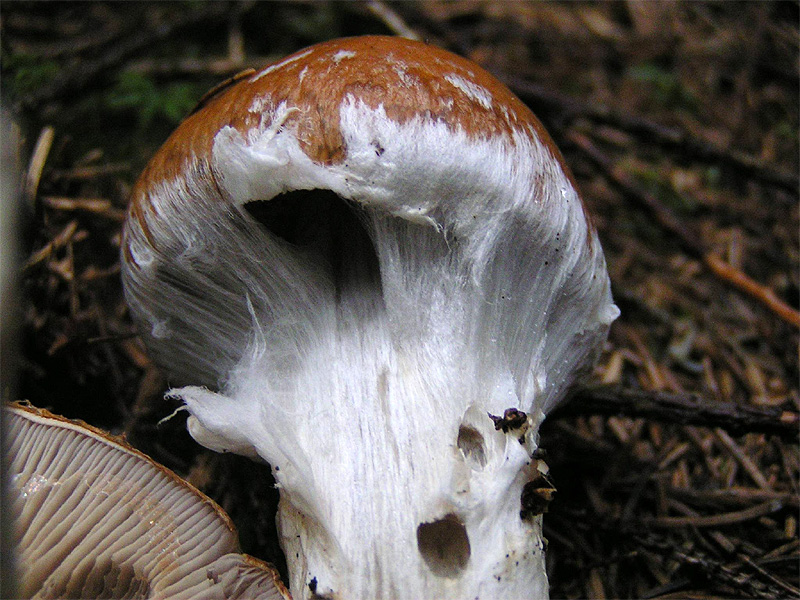
Cortinarius claricolor
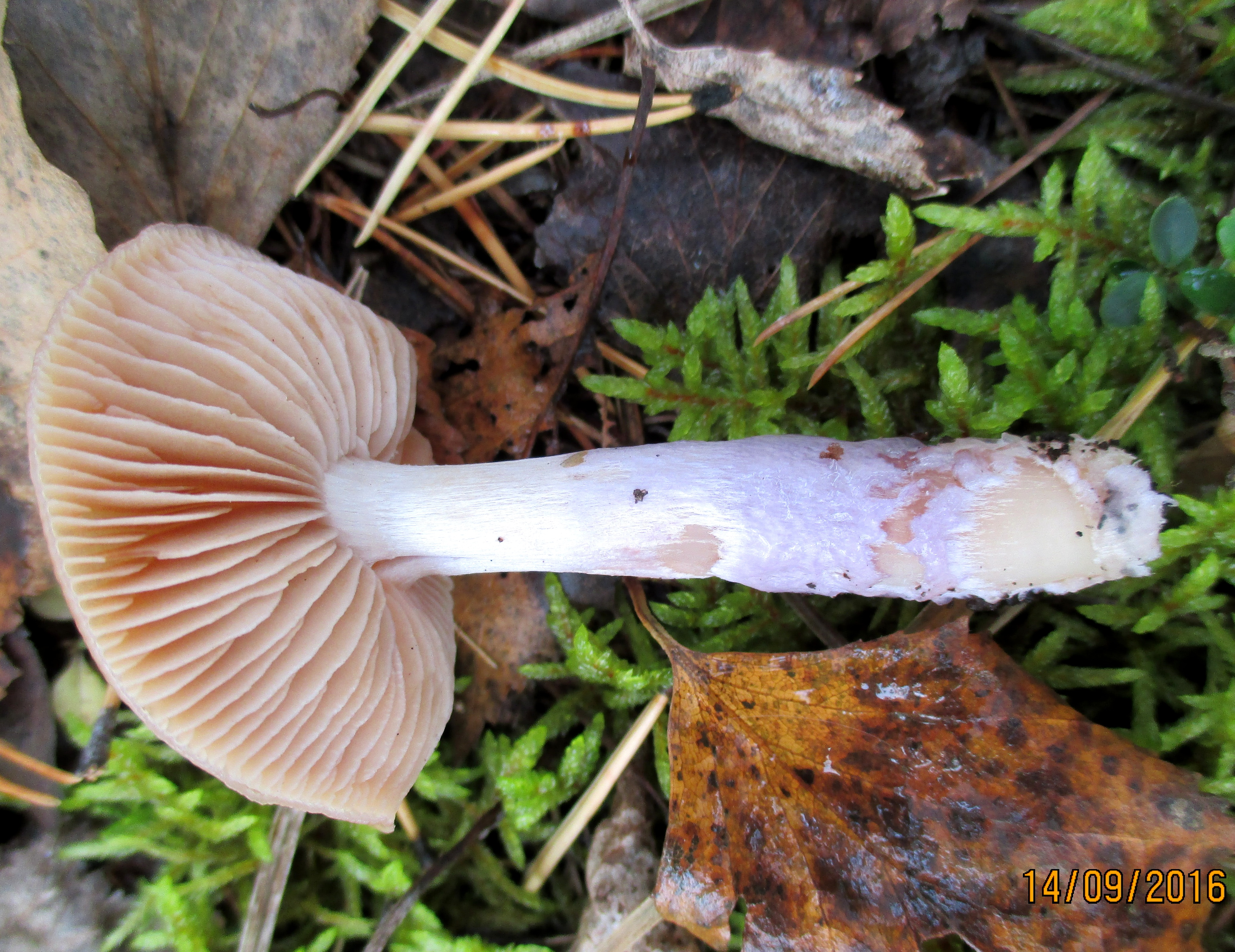
Cortinarius collinitus
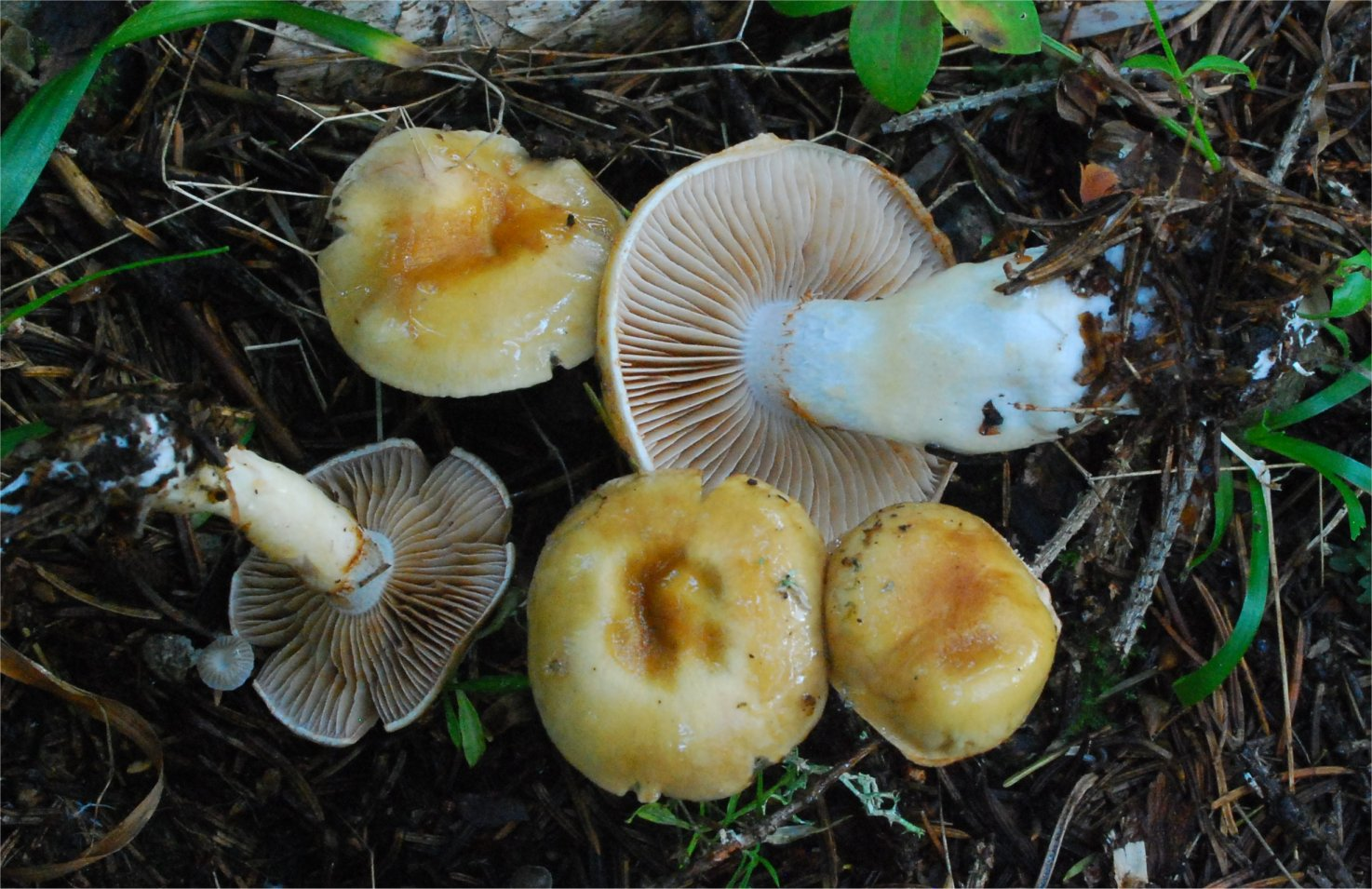
Cortinarius delibutus
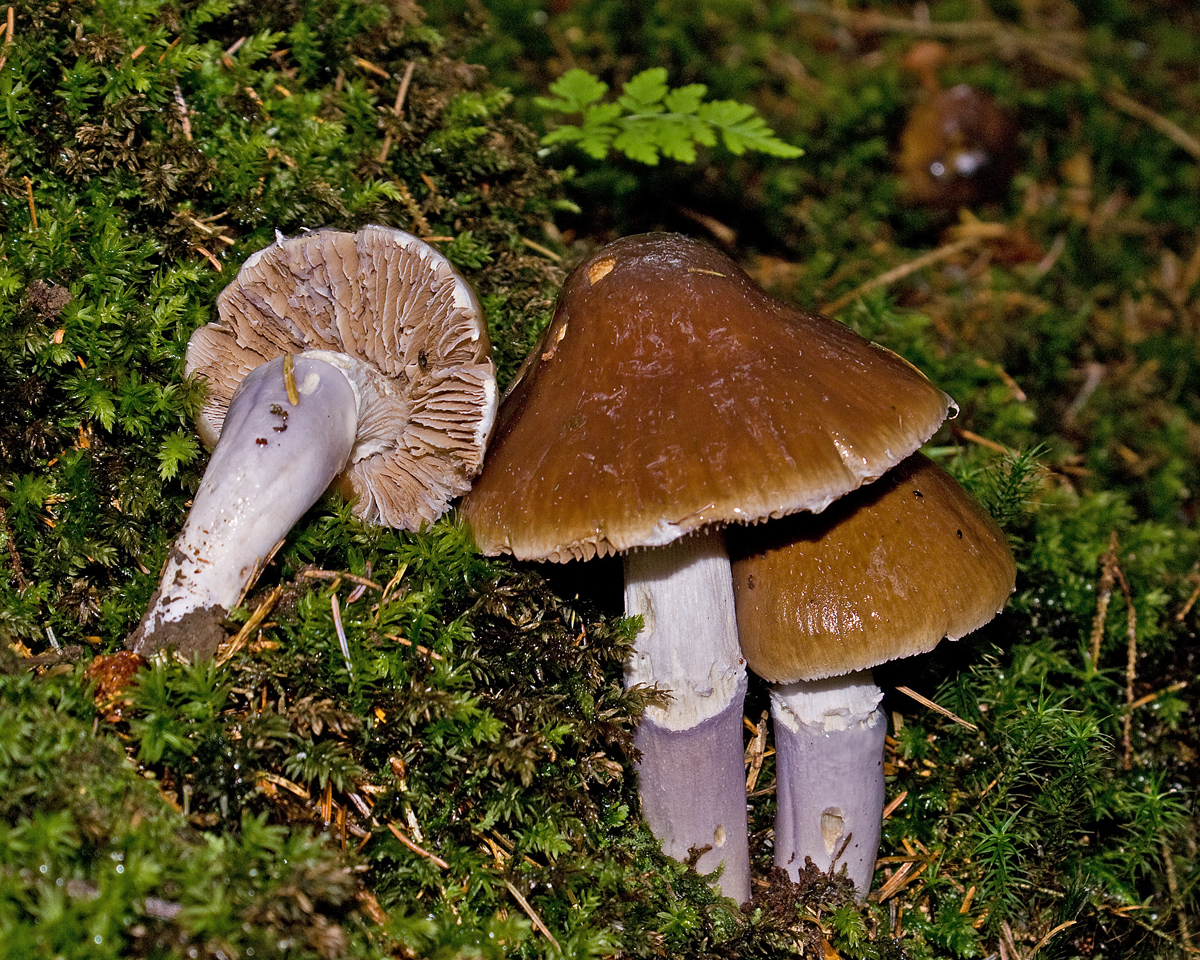
Cortinarius elatior
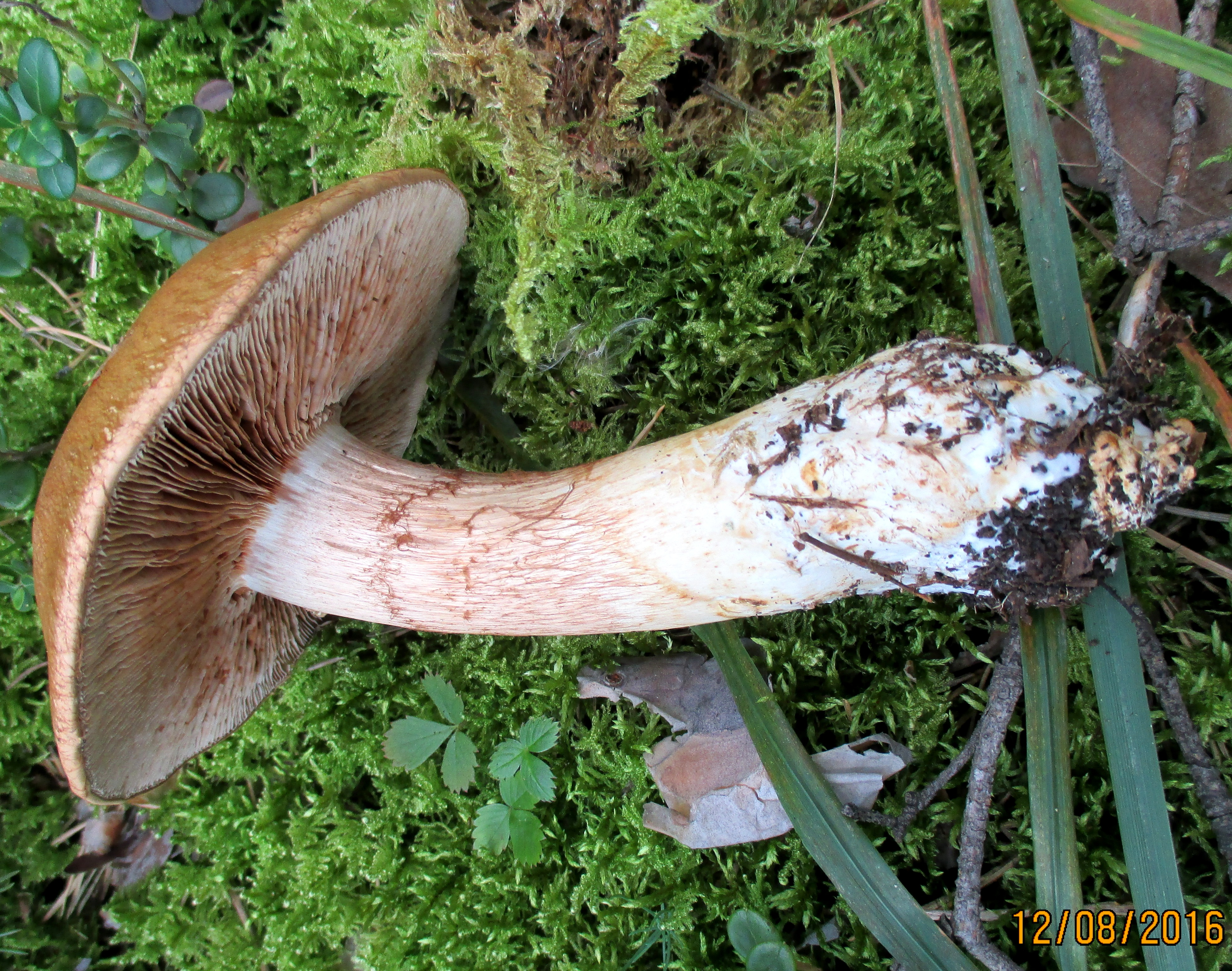
!Cortinarius largus!
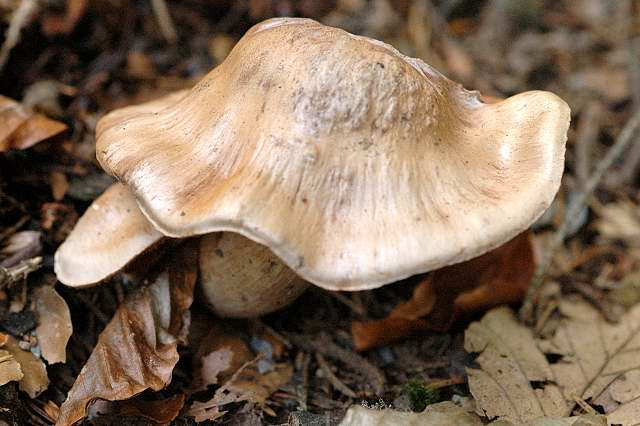
Cortinarius livido-ochraceus

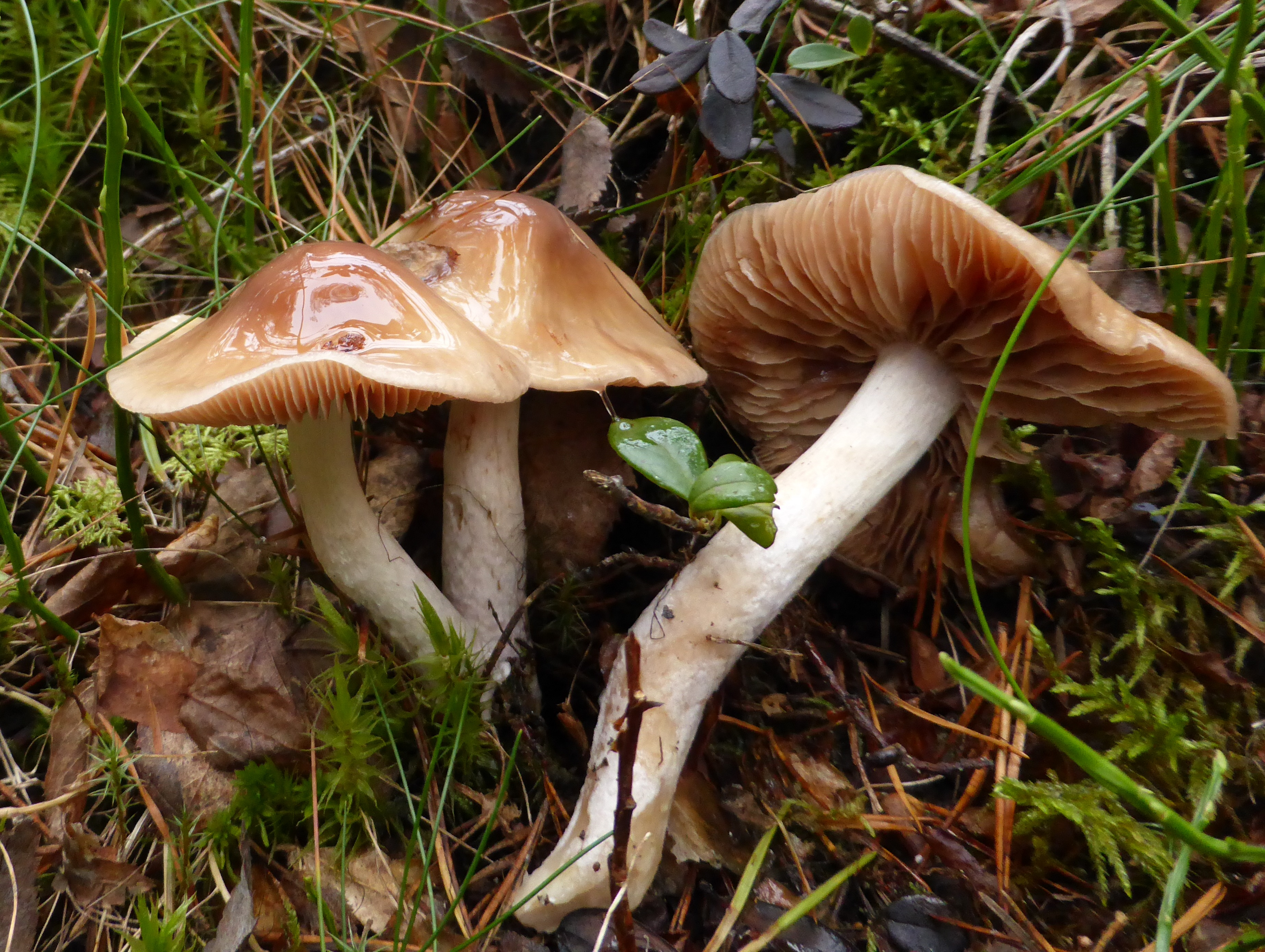
Cortinarius mucifluus
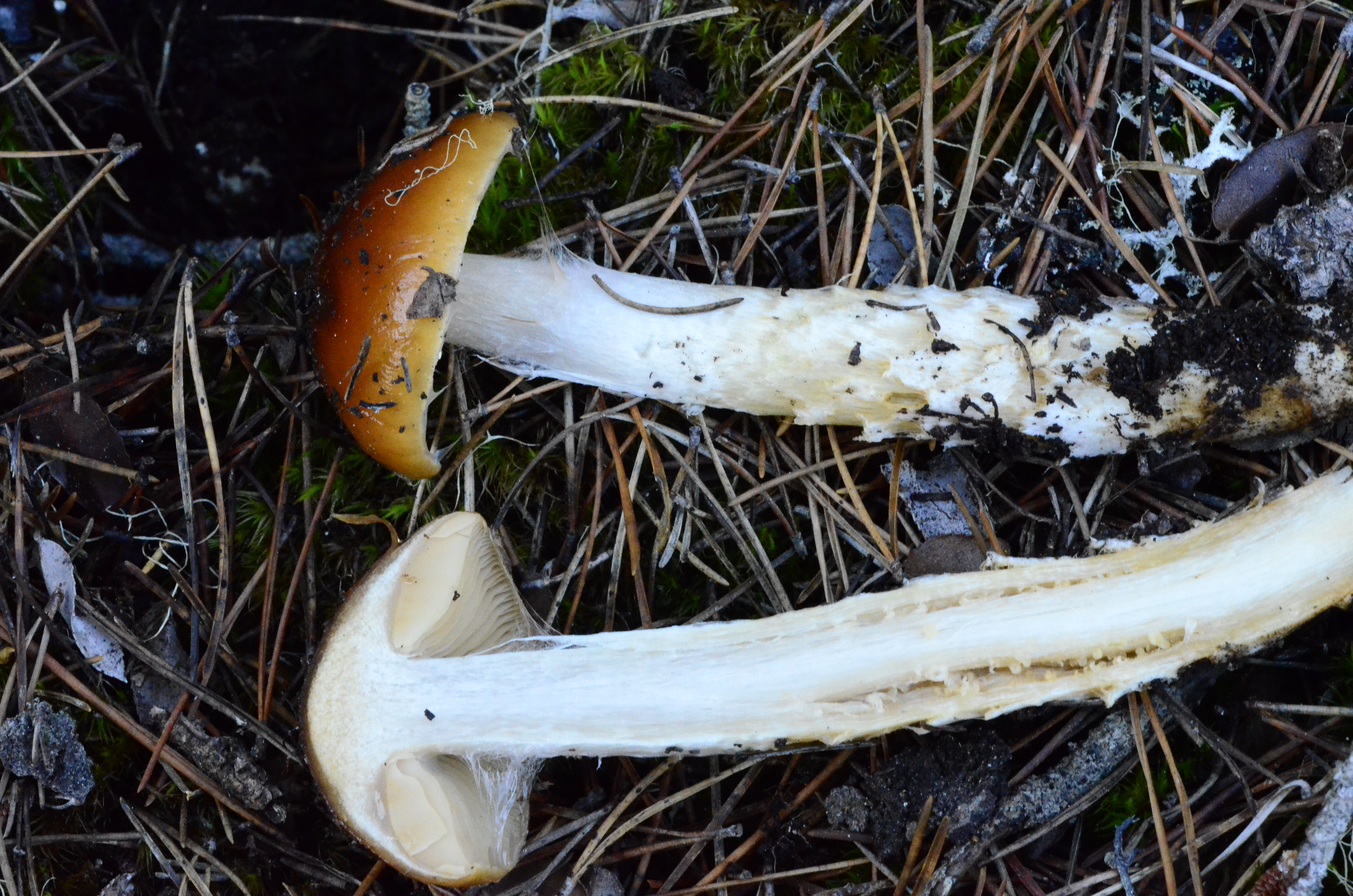
Cortinarius mucosus
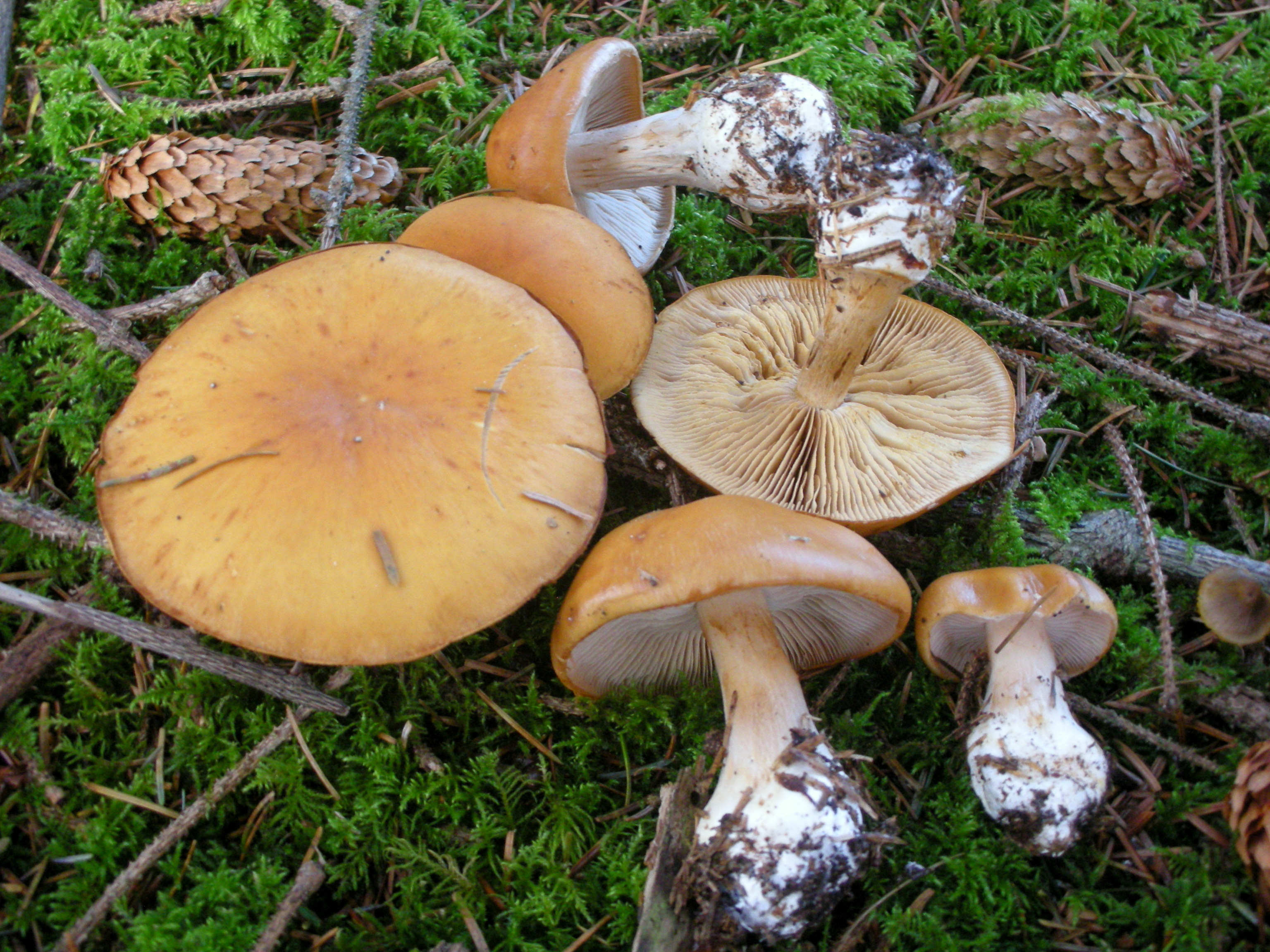
Cortinarius multiformis
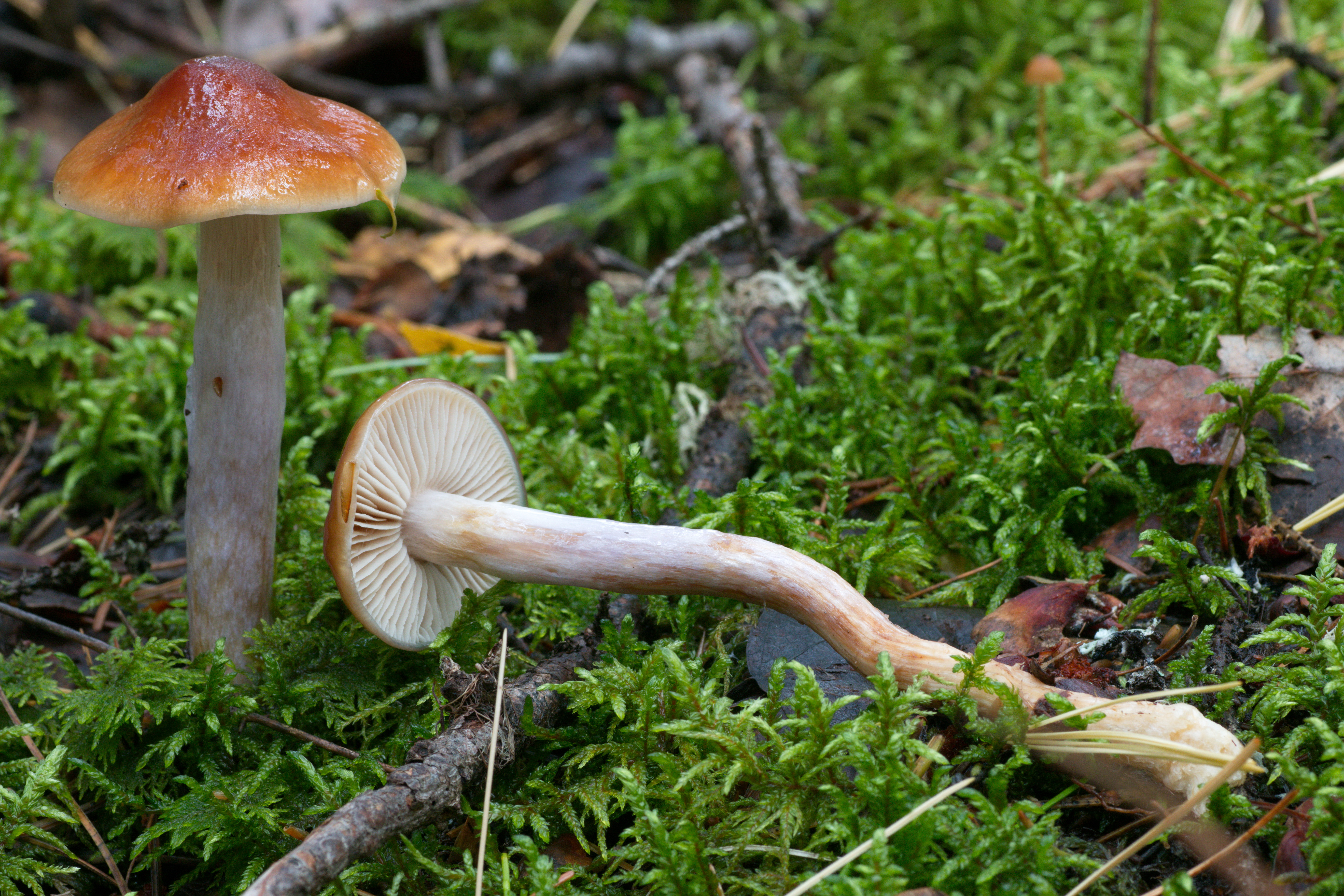
Cortinarius stillatitius
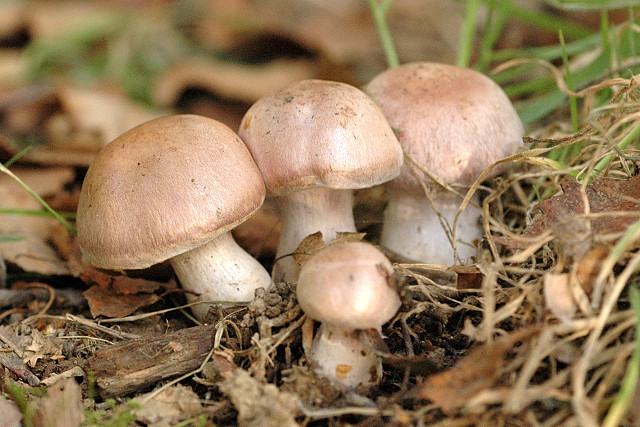
!Cortinarius subferrugineus!
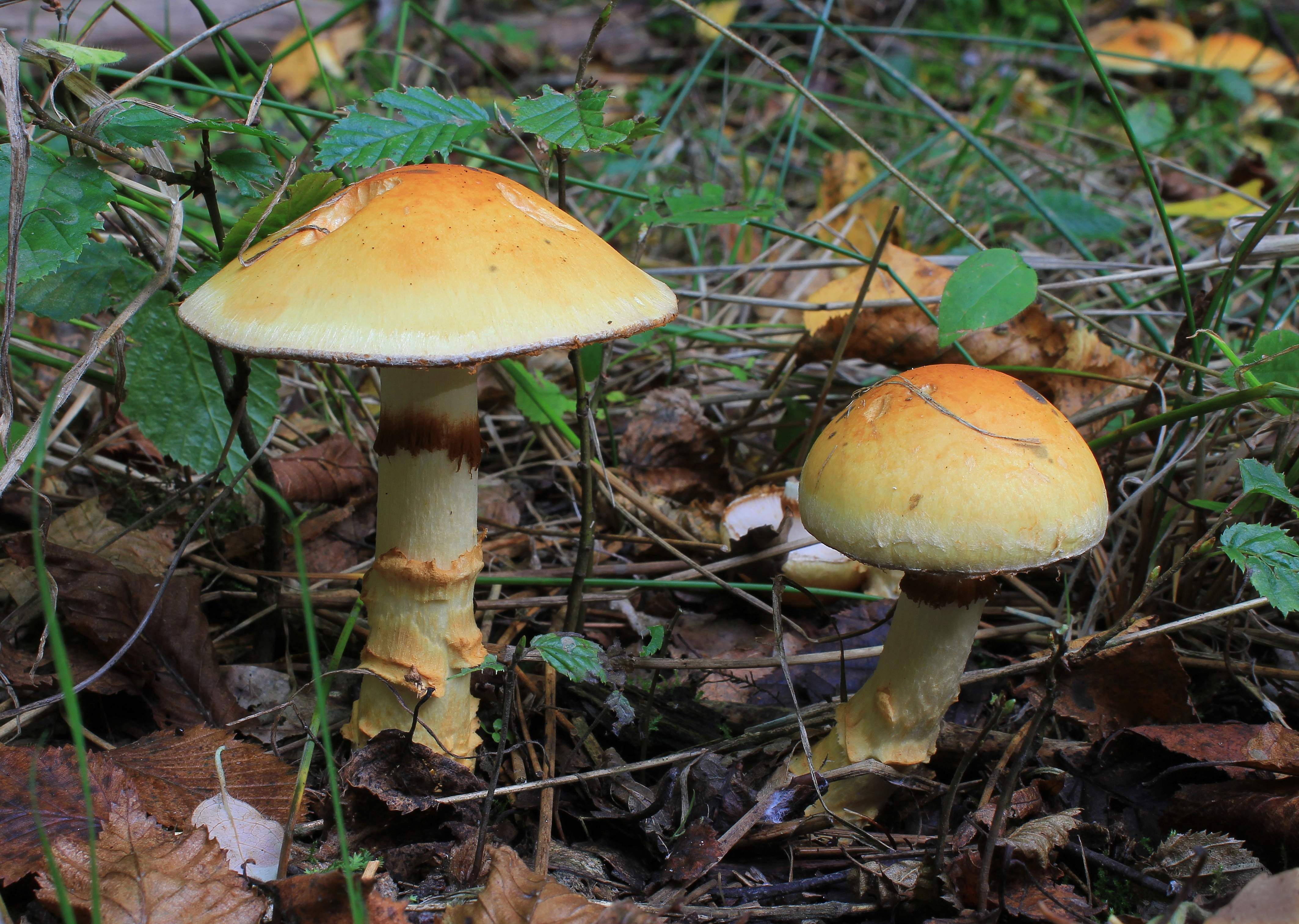
Cortinarius triumphans

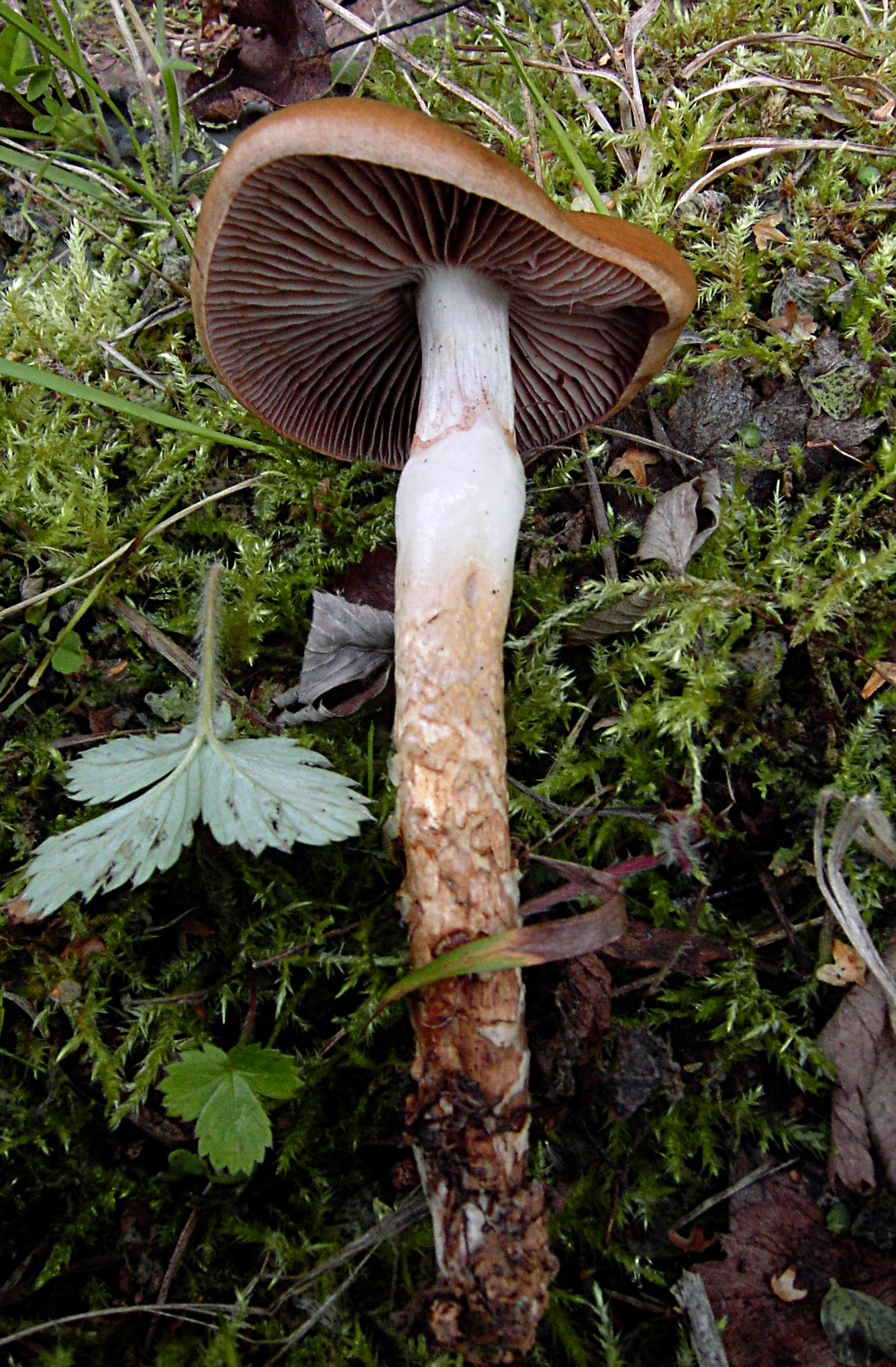
!Cortinarius trivialis!
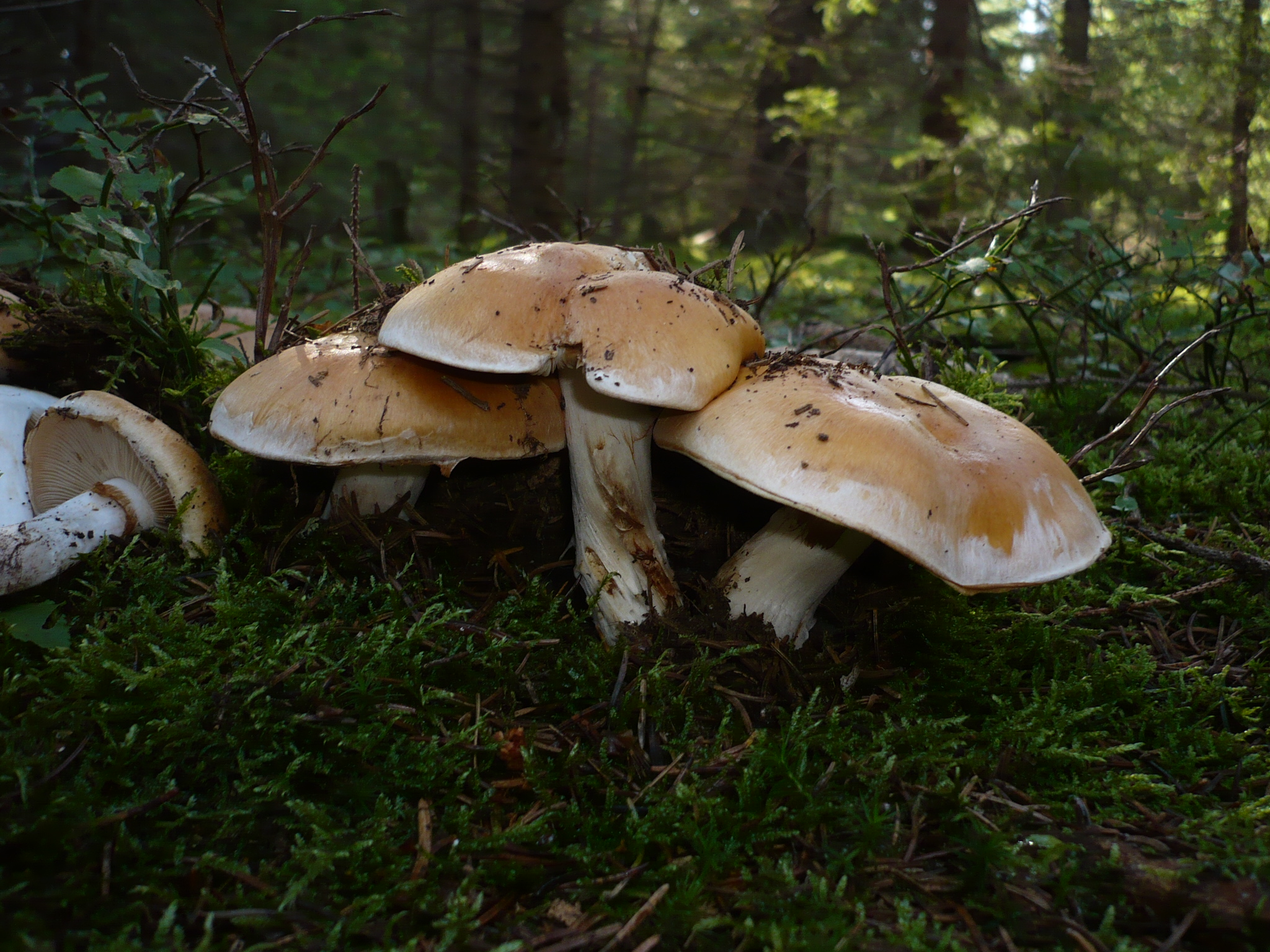
Cortinarus turmalis
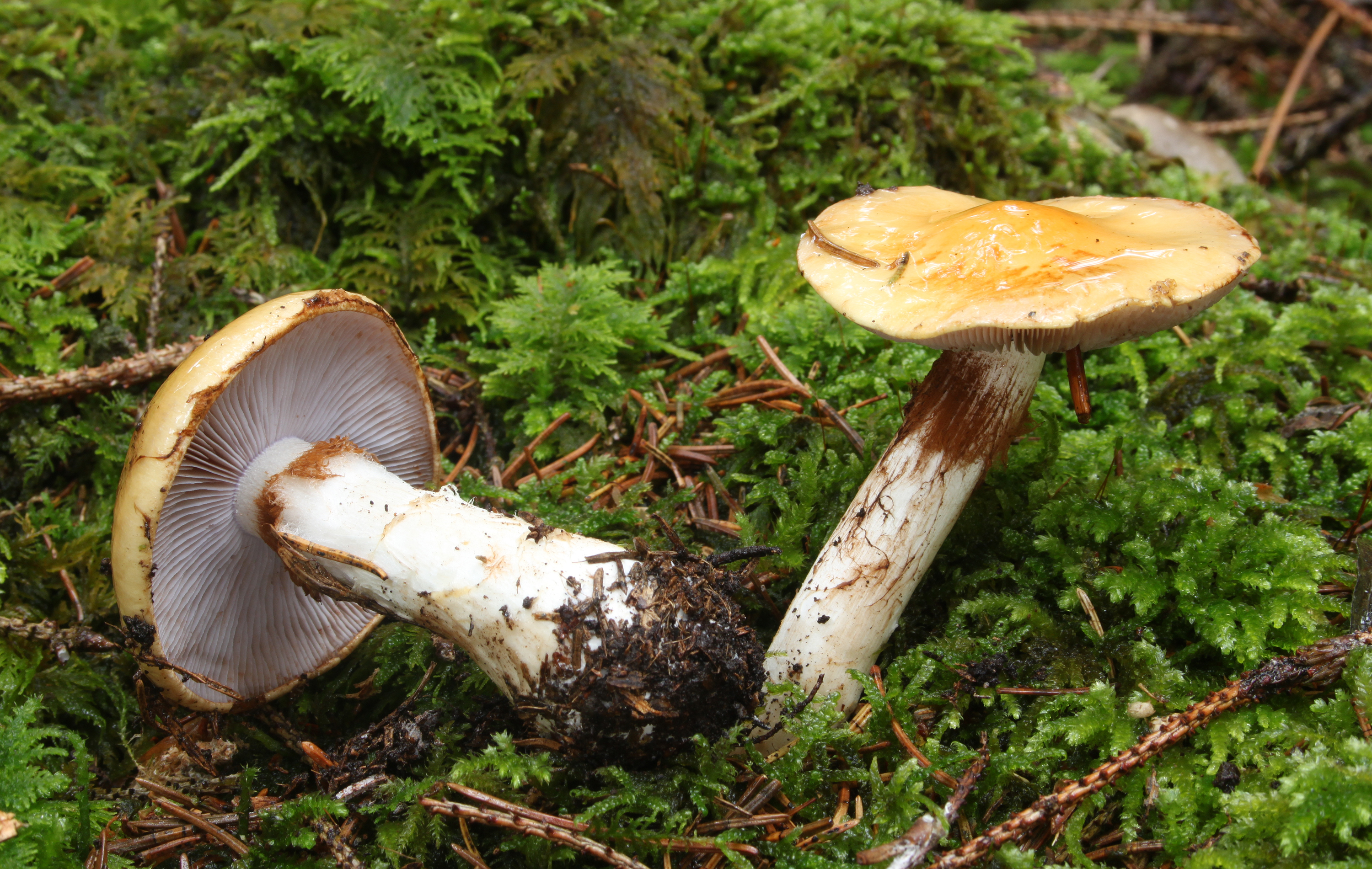
Cortinarius varius
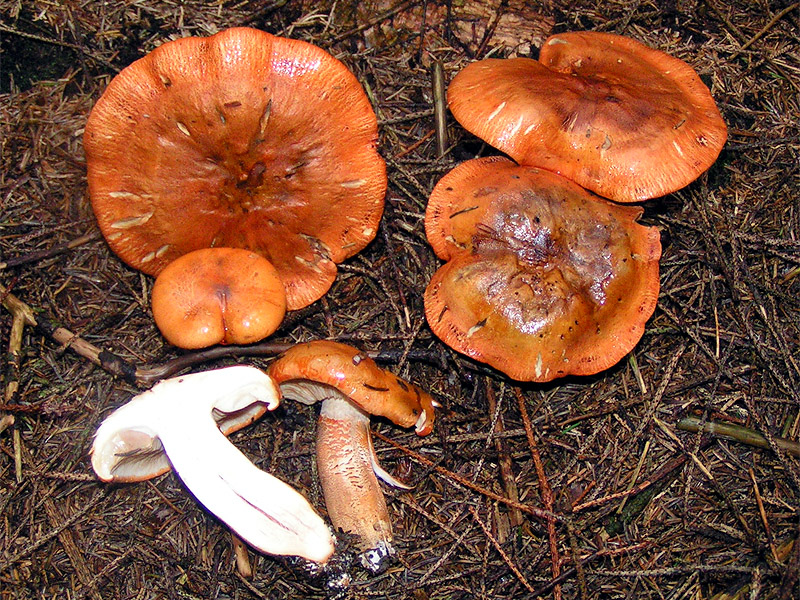
!Tricholoma aurantium!
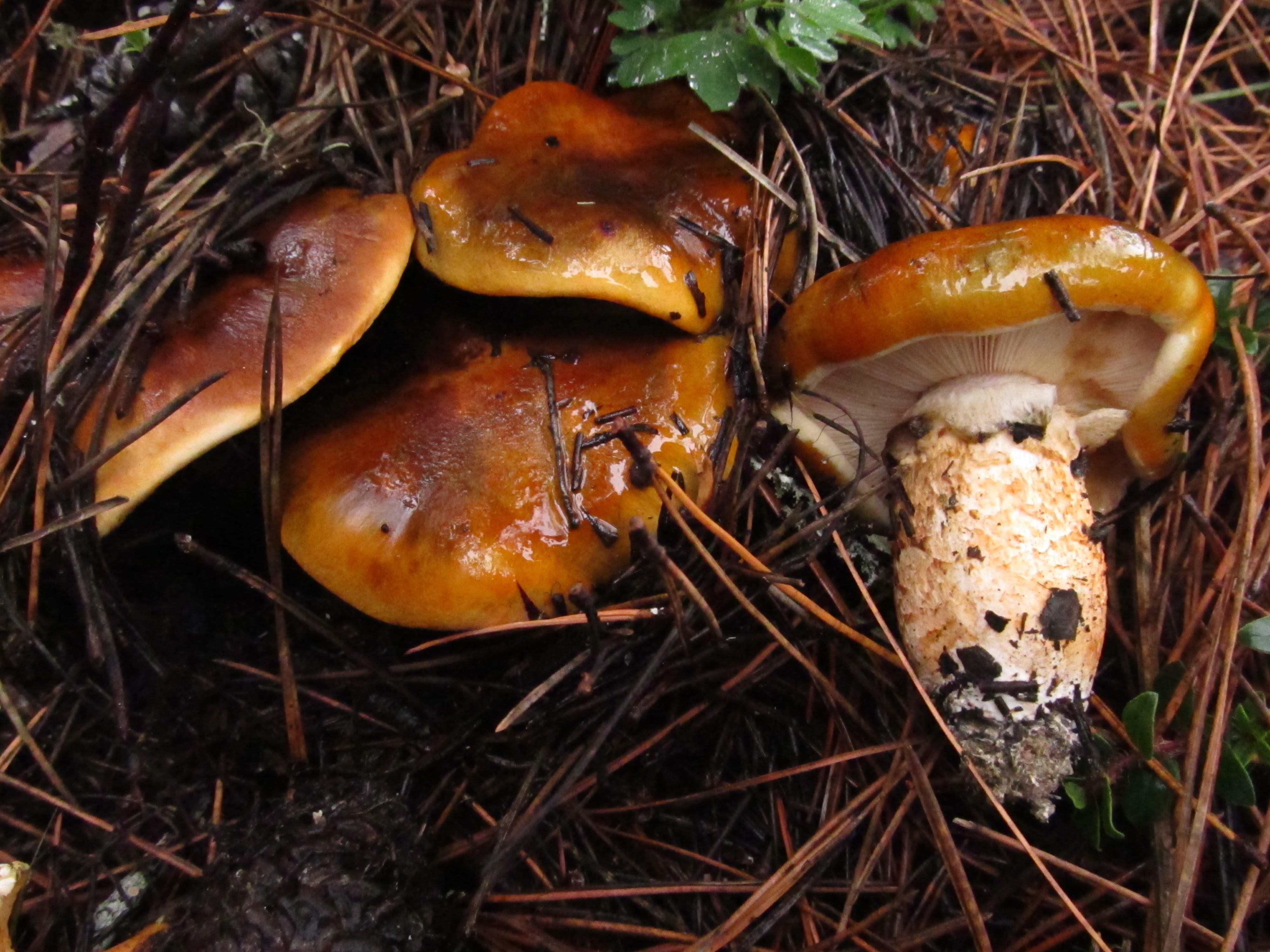
!!Tricholoma focale!!

## Valorificare
Specia este din cauza gustului extrem de amar și câteodată și iute absolut necomestibilă. Cine a gustat vreodată această ciupercă, nu o vă mai uita niciodată. Este pe bună dreptate cel mai amar păloșel. Este probabil chiar cea mai amară ciupercă în general. Amărăciunea poate rămâne în gură până la 30 de minute sau mai mult.<ref>Pilzsuche<ref>